# Witosławice (województwo opolskie)
Witosławice (dodatkowa nazwa w j. niem. Witoslawitz) – wieś w Polsce położona w województwie opolskim, w powiecie kędzierzyńsko-kozielskim, w gminie Polska Cerekiew.
W latach 1975–1998 miejscowość administracyjnie należała do ówczesnego województwa opolskiego.

## Nazwa
Nazwa wywodzi się od staropolskiego, dwuczłonowego imienia - Witosława złożonego z członów Wit(o)- ("pan, władca"), i -sław ("sława") i oznaczającego "tego, który będzie sławnym panem". Pierwsza udokumentowana wzmianka o miejscowości pochodzi z dokumentu datowanego na 1217 rok wydanego przez biskupa wrocławskiego Lorenza, która podaje zlatynizowaną, staropolską formę Witoslavici.
Niemcy początkowo zgermanizowali nazwę na Witoslawitz. Ze względu na jej polskie pochodzenie nazistowska administracja III Rzeszy zmieniła w 1936 roku nazwę na nową, całkowicie niemiecką - Wiesenstein
W alfabetycznym spisie miejscowości na terenie Śląska wydanym w 1830 roku we Wrocławiu przez Johanna Knie wieś występuje pod polską nazwą Wittoslawic oraz niemiecką nazwą Witoslawitz.

## Historia
Wieś została założona w roku 1271.
We wsi istniała szkoła podstawowa, która została zburzona w latach 1944–1945. 
Od końca XVIII w. wieś posiadała pieczęć gminną, na której wizerunku przedstawiono skrzyżowane grabie z kosą.  

## Komunikacja
Przez Witosławice przechodzi ważna droga wojewódzka:
421.